# Uladzímir Parfianòvitx
Uladzímir Parfianòvitx (en belarús: Уладзімір Парфяновіч) (Minsk, Unió Soviètica 1958) és un piragüista belarús, ja retirat, guanyador de tres medalles olímpiques d'or.

## Biografia
Va néixer el 2 de desembre de 1958 a la ciutat de Minsk, població que en aquells moments era la capital de la República Socialista Soviètica de Belarús (Unió Soviètica) i que avui dia és capital de Belarús.

## Carrera esportiva
Va participar, als 21 anys, als Jocs Olímpics d'Estiu de 1980 realitzats a Moscou (Unió Soviètica), on va aconseguir guanyar la medalla d'or en les proves de K-1 500 metres; K-2 500 i K-2 1000 metres, en aquestes dues proves juntament amb Serguei Txukhrai.
Al llarg de la seva carrera guanyà tretze medalles en el Campionat del Món de piragüisme, entre elles deu medalles d'or.

## Carrera política
L'any 2000 es presentà a les eleccions parlamentàries belarusses, on guanyà un escó al Parlament. Posteriorment entrà a formar part del grup anomenat "Respublika", grup d'oposició interna a l'autoritarisme del president Aleksandr Lukaixenko.